# Simanuldang Julu
Simanuldang Julu is een bestuurslaag in het regentschap Padang Lawas van de provincie Noord-Sumatra, Indonesië. Simanuldang Julu telt 687 inwoners (volkstelling 2010).